# Fabibacter
Fabibacter, monotipski rod bakterija. Jedina vrsta je F. halotolerans, gram-negativna, strogo aerobna i kemoorganotrofna bakterija izolirana iz morske spužve na Bahamima.